# Pyrrhosoma tinctipenne
Pyrrhosoma tinctipenne là loài chuồn chuồn trong họ Coenagrionidae. Loài này được McLachlan mô tả khoa học đầu tiên năm 1894.